# Eddy Bosman
Eddy Bosman (28 februari 1955) is een Nederlands voormalig voetballer, die als centrale middenvelder speelde bij sc Heerenveen. Begin jaren ´80 was Eddy Bosman een van de gezichtsbepalende spelers voor sc Heerenveen. De middenvelder was zeer geliefd bij het publiek.

## Clubcarrière

### sc Heerenveen[1][2]
Bosman kwam op zijn achtste in de jeugd van sc Heerenveen terecht. Vaak wordt als zijn geboorteplaats Tjalleberd genoemd, maar Bosman zag het levenslicht in Sint Nicolaasga. Hij doorliep alle jeugdelftallen, maar sloeg het beloftenelftal over. Trainer Lászlo Zalai nam hem op in het eerste elftal van sc Heerenveen.
Bosman debuteerde op 24 maart 1974 in de thuiswedstrijd tegen Volendam. In 1982 stond Heerenveen op het punt om te promoveren. De club zat in de nacompetitie van de eerste divisie en Bosman scoorde in de laatste wedstrijd tegen VVV-Venlo. Heerenveen pakte de winst. In een andere wedstrijde werd op dat moment de 2-0 gemaakt door Excelsior Rotterdam, dat daardoor op basis van doelsaldo promoveerde in plaats van Heerenveen.

### Go Ahead Eagles
Na de deceptie in Venlo tekende Bosman bij Go Ahead Eagles waardoor hijzelf alsnog in de eredivisie ging spelen. Hij kwam 2,5 jaar uit voor de club en zegde toen eenzijdig zijn contract op omdat hij het reizen niet goed met zijn werk kon combineren. Hij werkte nog steeds in Leeuwarden bij de L.E.A.O. als docent lichamelijke opvoeding.

### FC Groningen
Na Go Ahead Eagles vertrok hij naar FC Groningen. De reistijd was korter en daardoor kon hij deze club makkelijker combineren met zijn werk. Ook kon hij naar Feyenoord, maar zij eisten dat hij dan zou stoppen met werken en fullprof werd. Bij Groningen was hij een aankoop van Renze de Vries, maar trainer Han Berger zag het niet helemaal in Bosman zitten. Bosman speelde het liefst achter de spitsen, maar daar hadden ze bij Groningen Erwin Koeman voor. Hierdoor speelde Bosman in de spits, een positie die hem niet echt lag. De laatste drie maanden zat hij alleen op de bank. In overleg met Groningen mocht hij uitzien naar een andere club.

### sc Heerenveen
Bosman kon na zijn periode bij Groningen kiezen uit verschillende clubs. Het concreetst waren Cambuur Leeuwarden en sc Heerenveen. Bosman keerde terug bij zijn jeugdliefde. Hier speelde hij nog twee jaar alvorens hij zijn carrière beëindigde. In ruim 300 duels scoorde hij 94 keer en werd daarmee clubtopscoorder aller tijden (na 1954).

## Trivia
- in de eredivisie kwam hij tot 24 doelpunten, zeventien voor Go Ahead Eagles en zeven voor FC Groningen
- Bosman speelde als amateur bij Heerenveen om zijn studiebeurs niet kwijt te raken
- Feyenoord wilde hem inlijven als fullprof, maar omdat Bosman destijds tegen de dertig liep vond hij het niet verstandig om zijn baan op te zeggen
- Bosman speelde met zowel Martin als met zoon Erwin Koeman samen

## Erelijst
- all time topscoorder sc heerenveen ( na 1954)